# UTVA 65
UTVA 65 Privrednik (Торговец) — югославский сельскохозяйственный самолёт, разработанный в компании УТВА в 1965 году.

## Проектирование и разработка
Утва-65 был разработан специально как сельскохозяйственный самолет. Это одноместный моноплан с одним двигателем и низко расположенным крылом. Крылья были по существу идентичны крыльям Утва-60, размах крыльев увеличился на 0,82 метра. Эти крылья были однолонжеронные, цельнометаллической конструкции, с элеронами (которые связаны с закрылками), свисающими на 15 градусов, когда закрылки были установлены на 40 градусов. Шасси фиксированное, классическое трехколесное, спереди шины низкого давления, которые переносят плохо подготовленную взлетно-посадочную полосу.
Фюзеляж Утва-65 имел структуру стальной трубы, стена была сделана из алюминиевого листа. Одноместная кабина пилота была высокой, позади задней кромки; в сочетании с круговым остеклением, это давало хорошую видимость и защиту от воздействия на пилота потоков воздуха и распыляемых химических веществ, а также увеличило пространство фюзеляжа. Резервуар для химикатов объёмом 0,75 м³ изготовлен из стекловолокна, снижающего вредное воздействие химических веществ на стальную конструкцию летательного аппарата и был расположен впереди кабины. Сопла системы распределения химических веществ были расположены на задней кромке крыла. В случае проблем с самолетом во время полёта можно было опорожнить бак в течение 6 секунд.
На момент запуска было три варианта двигателя, все Lycoming шестицилиндровый горизонтально-оппозитный с воздушным охлаждением.

## История эксплуатации
Утва-65 был использован югославскими сельскохозяйственными кооперативами для применения пестицидов и борьбы с комарами. Алжирская авиакомпания Societé de Travail Aérien начал свою деятельность в октябре 1968 года с использованием пяти самолетов Утва-65 для подобной работы. Также использовался в Турции, Индии, Болгарии и Судане.

## Варианты
- Утва-65 Privrednik-GO. Вариант с двигателем 295 л. с. (220 кВт) Lycoming GO-480-G1A6.[4]
- Утва-65 Privrednik-IO. Альтернативный вариант с двигателем 300 л. с. (224 кВт) Lycoming IO-540-K1A5[4].
- Утва-65 Супер Privrednik-350. Вариант 1973 года с двигателем 350 л. с. (261 кВт) Lycoming IO-540-A1C[4].

## Технические характеристики
Технические характеристики
- Экипаж: 1
- Пассажировместимость: 0
- Длина: 8,46 м
- Размах крыла: 12,22 м
- Высота: 2,60 м
- Площадь крыла: 19,4 м²
- Масса пустого: 700 кг
- Масса снаряжённого: 1,890 кг

Лётные характеристики
- Максимальная скорость: 234 км/ч
- Крейсерская скорость: 192 км/ч
- Скорость сваливания: 76 км/ч
- Практическая дальность: с 185 л топлива 620 км